# Minimal Maximum
『Minimal Maximum』（ミニマル・マキシマム）は、iLLの5枚目のアルバム。2010年10月13日発売。

## 解説
コラボレーションアルバム「∀」発売から5ヶ月後にリリースされた。

## 収録曲
（全作詞・作曲：koji nakamura）
1. Eden - 3:52
2. On The Run - 4:43
3. Distortion - 3:49
4. Good Day - 4:40
5. Seagull - 4:26
6. Downer - 2:54
7. Love - 5:00
8. Living On Dance - 4:15
コーセー「ラッシュブルームクリエイター」CM。
9. Zero - 4:07
10. With U - 4:40
11. Bad Dreams - 5:06
12. Bad Dreams Dub Mix - 7:02
  - シークレットトラック。「Bad Dreams」から21曲分無音のトラックが入っており正確には33曲目。